# Magierów (Wesoła)
Magierów – przysiółek wsi Wesoła w Polsce, położony w województwie podkarpackim, w powiecie brzozowskim, w gminie Nozdrzec.
W latach 1975–1998 przysiółek administracyjnie należał do województwa krośnieńskiego.
Przysiółek należy do parafii św. Katarzyny w Wesołej należącej do dekanatu Dynów. 